# Chimichagua
Chimichagua es un municipio de Colombia en el departamento de Cesar. Chimichagua está ubicado al oriente del Caribe colombiano; a la orillas de la Ciénaga de Zapatosa. 
Su cabecera municipal fue fundada el 8 de diciembre de 1748 por el Mariscal de Campo Jose Fernando de Mier y Guerra, con el nombre de “Nuestra Señora de la Purísima Concepción de Chimichagua. Chimichagua limita por el norte con el municipio de Astrea, por el sur con los municipios de Pailitas y Tamalameque, por el este con los municipios de Curumaní, Chiriguaná y El Carmen (Norte de Santander) y al oeste con el municipio de El Banco en el departamento de Magdalena.
En el municipio de Chimichagua prevalece la economía informal, la pesca artesanal, las artesanías y el turismo, estas son las actividad económica principal. La agricultura, la ganadería y sus derivados constituyen el segundo factor de ingresos.

## División Político-Administrativa
Además de su Cabecera municipal. Chimichagua tiene bajo su jurisdicción los centros poblados:
Zona Noroccidental:
- Betel
- Buenos Aires
- Candelaria
- Corralito
- Cuatro Esquinas
- Diosmevé
- El Canal
- El Guamo
- Higo Amarillo
- La Inverna
- La Unión
- Las Flores
- Mandinguilla
- Nueva Victoria
- Plata Perdida
- Pueblito
- Sabana del Trebol
- Sabanas de Juan Marcos
- Santo Domingo
- Sempegua

Zona Oriental:
- Cabecera
- El Mango
- El Progreso
- La Mata
- Las Vegas
- Mata de Guillin
- Piedras Blancas
- Saloa
- Soledad
- Zapati
- Último Caso

## Límites geográficos
Limita al norte con el municipio de Astrea, por el sur con los municipios de Pailitas y Tamalameque y por el este con los municipios de Curumaní y Chiriguaná y el oeste con el municipio del El Banco.

## Clima

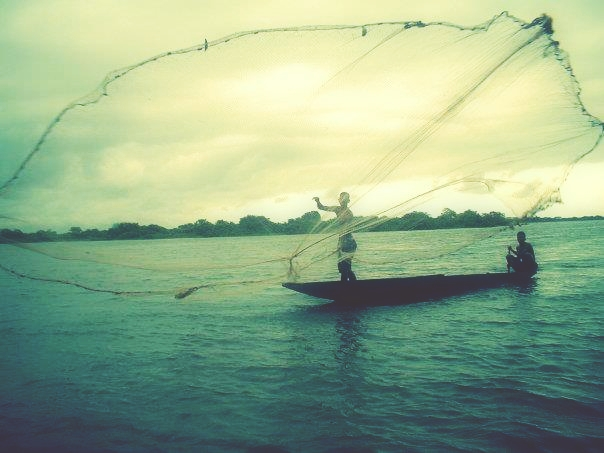
Pescadores En La Ciénaga De La Zapatosa

La temperatura promedio anual es de 30 °C, pero en temporada de calor la temperatura llega hasta los 40 °C. La humedad relativa es del 70% y en época de lluvia se recogen hasta 1200 mm. Los climas predominantes en esta subregión son el tropical lluvioso y tropical seco, este último se caracteriza por tener dos estaciones secas.

## Historia
La historia de Chimichagua esta ligada a las cuatro fases de la historia de Colombia, desde la época precolombina (la época aborigen hasta la llegada de los españoles). A la llegada de los conquistadores, en el siglo XVI, encontraron a los indios Chimilas que habitaban estos terrenos desde el año 500, formaban un territorio llamado el país de Pocabuy (conformado por los territorios actuales de Bolívar, Magdalena y Cesar). Además de los Chimilas existían las tribus de los Taironas, Koguis, Cunas, Sinues, Quimbaya y Opón entre otros.
La región de los Chimilas fue descubierta por García de Lerma y luego la recorrió Gonzalo Jiménez de Quesada con sus tropas, ellos habitaban las zonas de Magdalena, Cesar, Ariguaní y la Ciénaga de Zapatosa. Las tribus más importantes de la región eran los Taironas, Arhuacos, Bondas, Posihueica y los Malibúes.
Años después, el Virrey Sebastián Eslava, comisiona al Maestro de Campo de la Provincia de Santa Marta, José Fernando de Mier y Guerra, para asegurar el dominio del territorio y cumplir la orden de concentrar la población libre "arrochelada" que se había dispersado por montes y serranías; además, de reducir a los indios Chimilas. Su tarea culmina un 5 de abril de 1748 con la fundación de  "San Vicente Ferrer de la Nueva Saloa", y posteriormente un 8 de diciembre de 1749 con la fundación de “Nuestra Señora de la Purísima Concepción de Chimichagua".

## Festividades
- Fiesta de la Virgen del Carmen (16 De Julio)
- Semana Santa
- Festival de Danzas, Tamboras y la Canción Inédita (entre los meses de junio y julio)
- Carnavales
- Festival Retorno a la Tierra de la Piragua
- Fiestas patronales 7, 8 y 9 de diciembre en honor a la Virgen de la Inmaculada Concepción y al aniversario de su fundación.
- Fiesta De San José
- Fiesta De San Juan y San Pedro

## Sitios turísticos

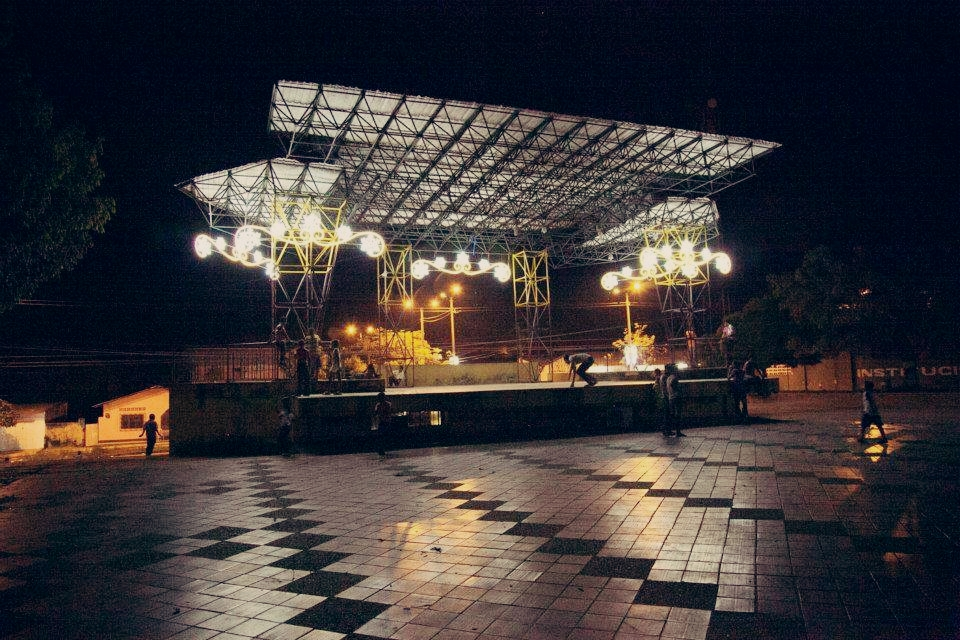
Plaza Francisco De Paula Santander

- El Pozo Del Higuerón
- Ciénagas de Zapatosa
- Remanganagua
- California Club
- El Muelle Flotante
- Iglesia Inmaculada Concepción
- El Cerro Eccehomo
- Tierra Santa
- Isla Francachela
- Isla Sol y Luna

## Himno
CORO
Chimichagua te cantan tus hijos
Chimichagua te cantan con amor
Con amor te cantarán
Con amor te cantarán
I
Fernando de Mier y Guerra
En la orilla te fundó
Con embrujo en sus remos
Para nunca naufragar
El follaje de tus suelos
Engrandecen tu verdor
Mostrando la belleza
De los pueblos del Cesar
Chimila raza labriega
Una herencia nos dejó
Buscar paz y no la guerra
Y la bendición de Dios
Ejemplo para Colombia
Es su pacificación.
II
El cerro y su leyenda
Patrimonio cultural
Enriquece a Chimichagua
Territorio cultura,
Higuerón y Zapatosa
Con historia de pasión
Hijos de mi patria chica
Y de Colombia mi nación
Es grandeza de tu gloria
Este canto con amor
Es tu himno yo lo entono
Izando tu pabellón
Himno, bandera y escudo
Nuestra identificación
III
Luchando siempre en el campo
Vive el agricultor
Que riega tu fértil suelo
Con sus gotas de sudor
En silencio mira el cielo
Y pide a la Concepción
Que derrame bendiciones
Sobre el buen sembrador
Que con mirada resuelta
Le sonríe a su porvenir
Las heridas con tu suelo se las cura sin gemir
Las arenas de mi pueblo
Embellecen su existir
IV
El pescador te enaltece
En su lucha con afán
Buscando para el sustento
El pez riqueza de aquí
Tu gente siempre contenta
Ejemplo de libertad
Por eso ser hijo tuyo
Es un honor para mi
Tu radiante amanecer
Es la bendición de Dios
Que cayó sobre tu suelo
Y de paz la coronó
Un despertar en mi pueblo
Es el más bello esplendor.

## Estructura organizacional municipal
| Chimichagua  | Chimichagua | Chimichagua                |
| Departamento | Código DANE | Categoría municipal (2023) |
| ------------ | ----------- | -------------------------- |
| Cesar        | 20175       | Sexta                      |

- Personería: Es un centro del Ministerio Público de Colombia que ejerce, vigila y hace control sobre la gestión de las alcaldías y entes descentralizados; velan por la promoción y protección de los derechos humanos; vigilan el debido proceso, la conservación del medio ambiente, el patrimonio público y la prestación eficiente de los servicios públicos, garantizando a la ciudadanía la defensa de sus derechos e intereses.

- Concejo Municipal: Es la suprema autoridad política del municipio. En materia administrativa sus atribuciones son de carácter normativo. También le corresponde vigilar y hacer control político a la administración municipal. Se regulan por los reglamentos internos de la corporación en el marco de la Constitución Política Colombiana (artículo 313) y las leyes, en especial la Ley 136 de 1994 y la Ley 1551 de 2012.

Constituido por 13 concejales por un periodo de 4 años. 
- Alcaldía Municipal: En esta se encuentra la administración municipal y las entidades descentralizadas del municipio.

El Alcalde se pronuncia mediante decretos y se desempeña como representante legal, judicial y extrajudicial del municipio. El actual Alcalde municipal es José Rocha Quintero (2024-2027), elegido por voto popular.
- JAL. Sin constitución alguna en los corregimientos del municipio.

### Servicios públicos
- Energía Eléctrica: Afinia, del grupo EPM, es la empresa prestadora del servicio de energía eléctrica.
- Gas Natural: Gases del Caribe es la empresa distribuidora y comercializadora de gas natural en el municipio.